# حمانا
حمانا (به عربی: حمانا) یک منطقهٔ مسکونی در لبنان است که در استان جبل لبنان واقع شده‌است.

## خصوصیات
حمانا   ۱٬۲۰۰ متر بالاتر از سطح دریا واقع شده‌است.